# آندریاس ایوانشیتس
آندریاس ایوانشیتس (انگلیسی: Andreas Ivanschitz؛ زادهٔ ۱۵ اکتبر ۱۹۸۳) یک بازیکن فوتبال اهل اتریش است.
از باشگاه‌هایی که در آن بازی کرده‌است می‌توان به باشگاه فوتبال راپید وین، باشگاه فوتبال ردبول زالتسبورگ، پاناتینایکوس، لوانته، ماینتس ۰۵، باشگاه فوتبال سیاتل ساندرز و تیم ملی فوتبال اتریش اشاره کرد.